# هكساديكان
الهيكساديكان  ويسمى أيضا سيتان هو أحد الألكانات الهيدروكربونية, وله الصيغة البنائية CH3(CH2)14CH3. يتكون الهيكساديكان من سلسلة تبلغ 16 ذرة كربون, وثلاث ذرات هيدروجين مرتبطة مع ذرتين الكربون في نهاية السلسة من الناحيتين.
يستخدم السيتان غالبا كاختصار لرقم السيتان, وهو مقياس لقابلية احترق وقود الديزل. يشتعل السيتان بسهولة تحت الضغط, ولهذا السبب فهو يساوي 100 في مقياسا رقم السيتان, ويستخدم كمرجع لمخلوط الوقود الأخرى.

## وصلات خارجية
- شهادة بيانات أمان المواد – هيكساديكان
- هيكساديكان